# Nisza w Kobylarzowej Turni
Nisza w Kobylarzowej Turni – jaskinia, a właściwie schronisko, w Dolinie Miętusiej w Tatrach Zachodnich. Wejście do niej znajduje się nad Kobylarzowym Zachodem, w zboczu Kobylarzowej Turni, na wysokości 1561 m n.p.m. Długość jaskini wynosi 10 metrów, a jej deniwelacja 3 metry.

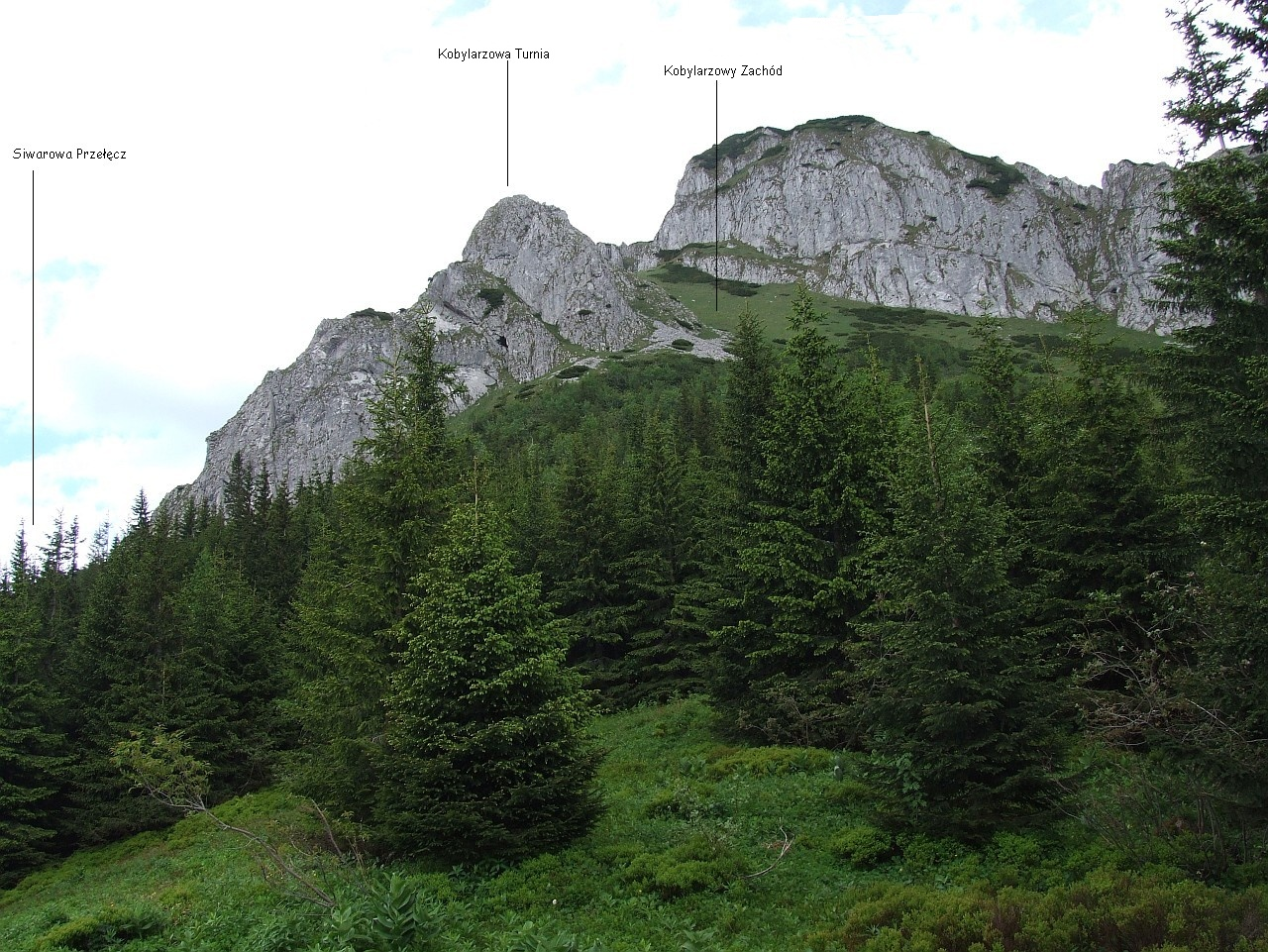
Kobylarzowa Turnia i Kobylarzowy Zachód

## Opis jaskini
Jaskinię tworzy obszerna nisza do której prowadzi bardzo duży otwór wejściowy. Odchodzi z niej krótka szczelina.

## Przyroda
W jaskini brak jest nacieków. Ściany są suche, Bujnie występuje roślinność.

## Historia odkryć
Jaskinia była znana od dawna. Jej pierwszy plan i opis sporządziły I. Luty i D. Bocheńska w 1998 roku.